# Zoltán Horváth
Zoltán Horváth (Balatonfüred, 12 maart 1937 – Boedapest, 12 juni 2025) was een Hongaars schermer.
Horváth won samen zijn ploeggenoten tijdens de Olympische Zomerspelen 1960 olympisch goud met het sabelteam individueel won Horváth de zilveren medaille. Horváth werd driemaal wereldkampioen met het team en in 1962 individueel.
Horváth overleed op 12 juni 2025 op 88-jarige leeftijd.

## Resultaten

### Olympische Zomerspelen
| Jaar | Plaats | Resultaten       |
| ---- | ------ | ---------------- |
| 1960 | Rome   | sabel team sabel |
| 1964 | Tokio  | 5e sabel team    |

### Wereldkampioenschappen schermen
| Jaar | Plaats       | Resultaten         |
| ---- | ------------ | ------------------ |
| 1957 | Parijs       | sabel team         |
| 1958 | Philadelphia | sabel team         |
| 1959 | Boedapest    | sabel team         |
| 1961 | Turijn       | sabel team         |
| 1962 | Buenos Aires | sabel · sabel team |
| 1965 | Parijs       | sabel team         |
| 1966 | Moskou       | sabel team · sabel |

1908: Földes, Fuchs, Gerde, Tóth, Werkner ·
1912: Berti, Földes, Fuchs, Gerde, Mészáros, Schenker, Tóth, Werkner ·
1920: Baldi, Gargano, A. Nadi, N. Nadi, Puliti, Santelli, Urbani ·
1924: Anselmi, Balzarini, Bertinetti, Bini, Cuccia, Moricca, Puliti, Sarrocchi ·
1928: Garay, Glykais, Gombos, Petschauer, Rády, Tersztyánszky ·
1932: Gerevich, Glykais, Kabos, Nagy, Petschauer, Piller ·
1936: Berczelly, Gerevich, Kabos, Kovács, Rajcsányi, Rajczy ·
1948: Berczelly, Gerevich, Kárpáti, Kovács, Rajcsányi, Papp ·
1952: Berczelly, Gerevich, Kárpáti, Kovács, Rajcsányi, Papp ·
1956: Gerevich, Hámori, Kárpáti, Keresztes, Kovács, Magay ·
1960: Delneky, Gerevich, Horváth, Kárpáti, Kovács, Mendelényi ·
1964: Asatiani, Mavlichanov, Melnikov, Rakita, Rylski ·
1968: Oemjar Mavlichanov, Naslimov, Rakita, Sidjak, Vinokoerov ·
1972: Maffei, M.A. Montano, M.T. Montano, Rigoli, Salvadori ·
1976: Boertsev, Krovopoeskov, Naslimov, Sidjak, Vinokoerov ·
1980: Aljochin, Boertsev, Krovopoeskov, Naslimov, Sidjak ·
1984: Arcidiacono, Dalla Barba, Marin, Meglio, Scalzo ·
1988: Bujdosó, Csongrádi, Gedővári, Nébald, Szabó ·
1992: Goettsajt, Kirijenko, Pogossov, Pozdnjakov, Sjirsjov ·
1996: Kirijenko, Pozdnjakov, Tsjarikov ·
2000: Frossin, Pozdnjakov, Tsjarikov ·
2004: Pillet, D. Touya, G. Touya ·
2008: Pillet, Sanson, Lopez ·
2012: Gu, Kim, Oh, Won ·
2020: Oh, Kim Jun, Kim Jung, Gu  ·
2024: Oh, Gu, Park, Do